# Битва под Леной
Битва под Леной — сражение, произошедшее 31 января 1208 года, вероятно, неподалёку от селения Кунгслена (ныне в коммуне Тидахольм лена Вестра-Гёталанд). Это была важная битва между поддерживаемым датчанами изгнанным шведским королём Сверкером II и принцем Эриком, которая закончилась полной победой последнего.

## Предпосылки
В период 1150—1250 годов шло сильное соперничество между Домом Сверкеров и Домом Эриков, которые сменяли друг друга на шведском троне. Главный представитель Дома Эриков Эрик Кнутссон вернулся из изгнания в Норвегии в 1207-08 годах. Между его семьёй и норвежской правящей элитой существовали родственные связи, но редкие источники того времени не говорят, поддерживали ли его норвежские войска. Сверкер II был вынужден бежать в Данию, где он был воспитан до того, как стал королём. Все это говорит о том, что большая часть шведского дворянства отвергла правление Сверкера.
Его родственник, датский король Вальдемар Победоносный предоставил Сверкеру военную помощь, в том числе чешский отряд от тестя Вальдемара, короля Богемии. Основная часть войск, однако, была собрана влиятельными родственниками Сверкера, сводными братьями Сунесенами. Армию возглавил Эббе Сунесен, брат архиепископа Андреаса Сунесена. Средневековые источники, в большинстве своём, оценивают размер сил Сверкера от 12 000 до 18 000 человек, хотя эти цифры могут быть сильно преувеличены. Воинов у Эрика, по более поздним источникам, были вдвое меньше, чем у Сверкера, и их насчитывалось от 7000 до 10 000 человек. Часто считается, что армия Эрика была частично дополнена норвежскими союзниками. Однако это было поставлено под сомнение норвежским историком П. А. Мунком, который считал маловероятным, что союзник Эрика, ярл Хокон Безумный, имел бы в запасе воинов, которые он мог бы предоставить Эрику, принимая во внимание острые внутренние проблемы в Норвегии в то время. По мнению же других норвежских историков, учитывая то, что в 1207 году в норвежской гражданской войне наступил перерыв, множество норвежских воинов готовы были искать себе службу в других местах, чем и воспользовался Эрик Кнутссон, приняв их к себе.

## Сражение
Вторгшаяся армия вошла в Вестергётланд в середине зимы, видимо для того, чтобы замёрзшие озёра и реки облегчили передвижение войск. Они встретили противника в Лене 31 января 1208 года. Ни один источник того времени не описывает битву в деталях. Известно только, что датские войска потерпели сокрушительное поражение, и что Эббе Сунесен и его брат Ларс были убиты. Исландская Книга с Плоского острова утверждает, что «Принц Эрик убил Эббе Сунесена», возможно, подразумевая личную встречу на поле боя. Со шведской стороны, вероятно, был убит Кнут Ярл из Дома Бьельбу. Также убитым в рукопашной схватке был Магнус, возможно, дядя Кнута Ярла Магнус Миннелшельд, отец Биргера. Возможно, шведы использовали зимнюю погоду в своих интересах, так как датские рыцари были скованы и уязвимы в глубоком снегу.
Поздние шведские и датские сказания, не будучи надёжными источниками, свидетельствуют о впечатлении, которое катастрофическое сражение произвело на потомков. Шведский стих изобразил это событие как обычное сражение между Швецией и Данией: «Это случилось в Лене / Два датчанина побежали за одним (шведом) / И от шведских мужей / получили хорошую порку». Датская народная песня подчёркивает трагические обстоятельства для шведов, так как родственники сражались друг с другом: «Было больно стоять в бою / Когда сын убил отца». В песне утверждается, что не более 55 человек спаслись в кровавой бойне и вернулись в Данию:
Дамы стоят на высоком балконе,

Вернуться мужья их должны уж давно.

Но вот показались усталые кони,

На спинах их кровь, а в седле никого.

## Последствия
Среди немногих оставшихся в живых был Сверкер II, который бежал в Данию. Папа проявил интерес к делу свергнутого короля и приказал Эрику Кнутссону помочь Сверкеру вернуть трон. Когда Эрик отказался удовлетворить эти требования, Сверкер вернулся из своего убежища в Дании с новой армией. Это второе вторжение закончилось битвой при Гестилрене в июле 1210 года. На этот раз Сверкер был убит, что обеспечило престол королю Эрику.
Эта битва ознаменовала конец долгой кровавой борьбы за шведскую корону между двумя династиями с 1130 года почти на столетие, поскольку лишь после смерти Сверкера Карлссона кровавые распри между двумя королевскими домами перешли в более мирное соперничество.
Эрик Кнутссон умер в 1216 году, когда его мирным путём сменил на троне Йохан Сверкерссон, сын Сверкера Карлссона. В 1222 году Дом Эриков вернул себе корону с Эриком Эрикссоном без каких-либо серьёзных проблем.